# Pseudeusemia nigrescens
Pseudeusemia nigrescens är en fjärilsart som beskrevs av Rothschild 1915. Pseudeusemia nigrescens ingår i släktet Pseudeusemia och familjen mätare. Inga underarter finns listade i Catalogue of Life.